# 윌리엄 스미더스
윌리엄 스미더스(William Smithers, 1927년 7월 10일 ~ )는 미국의 배우이다.
리치먼드에서 태어났다.

## 출연 작품
- 빠삐용 (1973년)
- 네온 셀링 (1970년)
- FBI (1965년)
- 공격 (1956년)
- 샤도우 (1954년)
- 스튜디오 원 (1948년)

### 텔레비전
- 페이튼 플레이스 - TV 시리즈 (1965-66)
- 제5전선 (1966-68)
- 인베이더 - 시리즈 (1967-68)
- 아이언사이드 (1969-70)
- 명탐정 바나비 존즈 (1975-70)
- 형사 Q (1979-82)
- 댈러스 (1981-89)